# Hypoderris
Hypoderris es un género de helechos perteneciente a la familia Tectariaceae.

## Taxonomía
El género fue descrito por R.Br. ex Hook. y publicado en Genera Filicum t. 1. 1838. La especie tipo es: Hypoderris brownii J. Sm. ex Hook.

## Especies
- Hypoderris brownii J. Sm. ex Hook.
- Hypoderris stubelli Hieron.